# パブロダール州
パブロダール州（パブロダールしゅう、カザフ語: Павлодар облысы、ロシア語: Павлодарская область）は、中央アジアのカザフスタンの州の1つ。州都はパヴロダル。北にロシア・シベリア連邦管区のオムスク州・ノヴォシビルスク州と、西は北カザフスタン州とアクモラ州に接し、東はアバイ州に接し、南はカラガンダ州に接する。